# フジテレビ系列水曜夜7時台枠のアニメ
フジテレビ系列水曜夜7時台枠のアニメ（フジテレビけいれつすいようよるしちじだいわくのアニメ）は、過去フジテレビ系列の水曜19時台に放送されたテレビアニメの作品一覧である。

## 歴史
この時間帯は2001年4月以降1時間のバラエティ番組が続いているが、かつてはアニメの時間帯であり、特に1981年以降は、前後半枠とも高視聴率をマークしたアニメが多かった。
2001年4月に『ONE PIECE』が枠移動したことで、在京キー局の水曜19時台にはアニメが一本もなくなったが、これは当枠が『夜のゴールデンショー』で中断していた時期の1969年10月 - 1970年3月以来、実に31年ぶりのことだった。その半年後の2001年10月に、テレビ東京が『テニスの王子様』（前半）と『ヒカルの碁』（後半）を編成し、アニメが再開されたが、2014年春の改編で、水曜19時台に音楽系バラエティ番組『THEカラオケ★バトル』を編成、12年半続いたTX水曜19時台アニメがなくなり、再び在京キー局の水曜19時台アニメが消滅した。

### 前半
- 手塚治虫原作の日本初30分カラーアニメ『ジャングル大帝』シリーズを放送する。関西テレビ制作の特撮番組『仮面の忍者 赤影』で中断後は、タツノコプロ作品を土曜19:00から移動して再開するが、1969年10月開始の日替わりバラエティ番組『夜のゴールデンショー』設置のため、再び中断した。『夜のゴールデンショー』終了後、『あしたのジョー』から再開し、1976年10月6日開始の『ドカベン』が、3年3ヶ月に渡って放送された。

- その後、1981年4月8日開始の『週刊少年ジャンプ』連載のアニメ『Dr.スランプ アラレちゃん』が大ヒット、テレビアニメ歴代高視聴率第3位となる36.9%を記録し、原作者の地元である東海テレビでは最高視聴率40%超を記録した。「アラレちゃん語」は流行語となり、5年弱の放送となる。

- 1986年2月からは、同じ鳥山明原作であり、『週刊少年ジャンプ』連載の『ドラゴンボールシリーズ』がこの枠で開始され、平均視聴率20%を維持した[2]。しかし、完全アニメオリジナルの『ドラゴンボールGT』放送開始したが、最高視聴率が19.7%となり、10％台となった[3]。

- 1997年から『Dr.スランプ アラレちゃん』のリメイク版でもある『ドクタースランプ』が放送開始された。なお、本作よりフルデジタル制作となる。最高視聴率は20.3％と、再び20％台に戻った。

- その後、同じ『週刊少年ジャンプ』連載の『ONE PIECE』がこの枠で開始されるが、後半枠のバラエティ番組（『力の限りゴーゴゴー!!』→『100%キャイ〜ン!』）が人気を出し、2001年4月から『100キャイ』を19:00開始に拡大して、『ジョー』から31年続いた前半枠のアニメは終了、そして水曜19時枠は元より、平日19時枠のアニメはすべてなくなった。なお、『ONE PIECE』はその後、日曜19:30→同19:00→同9:30と変遷を繰り返しながら放送中である。

### 後半
- 後半は、『勝ち抜きエレキ合戦』を始めとした若者向け音楽番組→『スター千一夜』を中心にした帯番組が続き、アニメは長期に渡って放送されなかったが、1981年9月に『スタ千』と『逆転クイズジャック』が終了後、この枠で初のアニメである高橋留美子原作作品『うる星やつら』（1981年版）[4]を開始した。『アラレちゃん』からスライドして見る人が多く、一躍人気番組となり、『アラレちゃん』と『うる星』の強力2本立てが誕生、1986年3月19日までの約4年半に渡って『うる星』は放送された。
- 1986年4月からは、『うる星』と同じ高橋留美子原作の『めぞん一刻』を開始した。この原作は少年誌ではなく、青年誌の『ビッグコミックスピリッツ』に掲載されていたものであった。
- ところが、1988年3月9日開始の『F』は人気が出ず、約半年で金曜夕方へ移動した。その後は長期に渡ってバラエティ・クイズ番組が続き、再開後の作品は継続中に枠移動することが多くなった。そして1999年6月30日に、ドラマでも人気があった『GTO』をアニメ化して放送するも、3ヶ月で日曜19:30に移動して、前半枠よりいち早く終了した。そしてその後を次いだ『ゴーゴゴー』『100キャイ』が人気を上げ、ついに前述の通り、『100キャイ』が2001年4月より19時枠からの1時間番組となる。

- 1996年10月から1997年2月までは、『るろうに剣心 -明治剣客浪漫譚-』放送直後の水曜日19時58分から実質わずか1分間にアニメプロモーション番組「ワイワイ!アニメランド」を放送していた。キャラクターたちが、他のアニメの見所を紹介していた「今週のスペシャル!」や新作ゲーム・最新アニメ映画の紹介が行われた。視聴者プレゼントも行われていた。

## 作品リスト

### 19時00分 - 19時30分
- ジャングル大帝（第1作）（1965年10月6日 - 1966年9月28日）
- ジャングル大帝 進めレオ!（1966年10月5日 - 1967年3月29日）

※アニメ中断、この間は関西テレビ制作の特撮番組（『仮面の忍者 赤影』）を放送。
- おらぁグズラだど（1968年4月3日 - 9月25日） - 土曜19:00より移動。
- ドカチン（1968年10月2日 - 1969年3月26日）
- 紅三四郎（1969年4月2日 - 9月24日）

※アニメ中断、この間は月〜木の日替わりバラエティ番組（『夜のゴールデンショー』）を放送。
- あしたのジョー（1970年4月1日 - 1971年9月29日）
- 国松さまのお通りだい（1971年10月6日 - 1972年3月29日） - 月曜19:00へ移動。
- 赤胴鈴之助（アニメ版）（1972年4月5日 - 1973年3月28日）
- 荒野の少年イサム（1973年4月4日 - 1974年3月27日）
- 小さなバイキング ビッケ（1974年4月3日 - 1975年9月24日）
- アラビアンナイト シンドバットの冒険（1975年10月1日 - 1976年9月29日）
- ドカベン（1976年10月6日 - 1979年12月26日）
- メーテルリンクの青い鳥 チルチルミチルの冒険旅行（1980年1月9日 - 7月9日）
- がんばれ元気（1980年7月16日 - 1981年4月1日）
- Dr.スランプ アラレちゃん（1981年4月8日 - 1986年2月19日）
- ｢ドラゴンボール｣シリーズ（1986年2月26日 - 1997年11月19日）
  - ドラゴンボール（1986年2月26日 - 1989年4月19日）
  - ドラゴンボールZ（1989年4月26日 - 1996年1月31日）
  - ドラゴンボールGT（1996年2月7日 - 1997年11月19日）
- ドクタースランプ（1997年11月26日 - 1999年9月22日）
- ONE PIECE（1999年10月20日 - 2001年3月21日） - 日曜19:30へ移動。

### 19時30分 - 20時00分
- うる星やつら（1981年版）（1981年10月14日 - 1986年3月19日）
- めぞん一刻（1986年3月26日 - 1988年3月2日）
- F（1988年3月9日 - 9月28日） - 1988年4月から『ショットガン』設置により2分短縮、ローカルセールス枠へ降格（関東地区は金曜17:30へ移動）。

※アニメ中断、この間はクイズ番組（『クイズ!年の差なんて』 、『クイズ&ゲーム太郎と花子』、『クイズ!超選択』）、バラエティ番組（『タモリのボキャブラ天国』、『志村けんはいかがでしょう』 ）を放送。
- クマのプー太郎（1995年4月26日[8] - 12月13日） - ローカルセールス枠へ降格（関東地区は金曜17:30に移動）。
- るろうに剣心 -明治剣客浪漫譚-（1996年1月10日 - 1997年9月17日） - 1996年4月〜1997年2月の間は『コレミレバ』→『ワイワイ!アニメランド』設置により2分短縮。火曜19:30へ移動。

※アニメ中断、この間はクイズ番組（『中居正広のボクらはみんな生きている』）を放送。
- どっきりドクター（1998年10月21日 - 1999年6月23日）
- GTO（1999年6月30日 - 9月8日） - 日曜19:30へ移動。

## 参考資料
- キー局番組編成変遷表
- 「タイムテーブルからみたフジテレビ35年史」（フジテレビ編成制作局） 1994年